# 乌勒昆乌拉斯图河

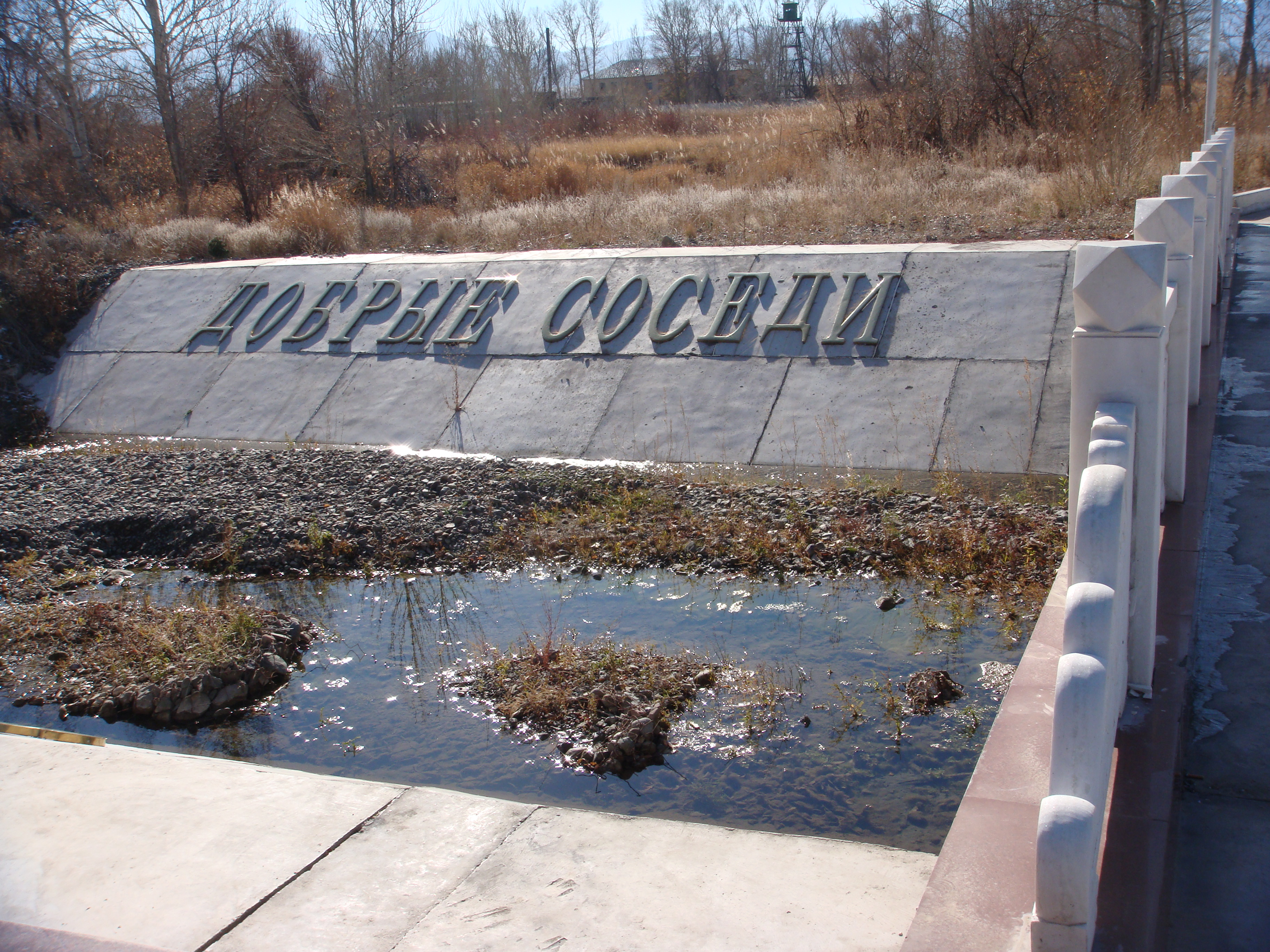
吉木乃口岸河段。

乌勒昆乌拉斯图河，是中华人民共和国与哈萨克斯坦边界上的一条界河，位于中国新疆维吾尔自治区吉木乃县与哈萨克斯坦东哈萨克斯坦州斋桑县之间。“乌勒昆”（‎）为哈萨克语意为“大”，“乌拉斯图”源自蒙古语“乌力牙斯台”，意为“有杨树的”，河名即意为“大白杨河”，因沿河两岸多杨树而得名。乌勒昆乌拉斯图河发源于吉木乃县西南萨吾尔山木斯岛山峰北坡，由南向北流，经吉木乃镇萨尔乌楞村、镇政府驻地别勒阿热克村等地后流入库木托拜沙漠。河长63千米，流域面积356平方千米。河流径流补给来源主要为冰雪融水和夏季降雨。上游萨尔乌楞村右岸建有引水注入式水库－沙尔梁水库。下游吉木乃镇设有国家一类口岸－吉木乃口岸，该镇同时也是新疆生产建设兵团一八六团团部驻地。